# 괄약근

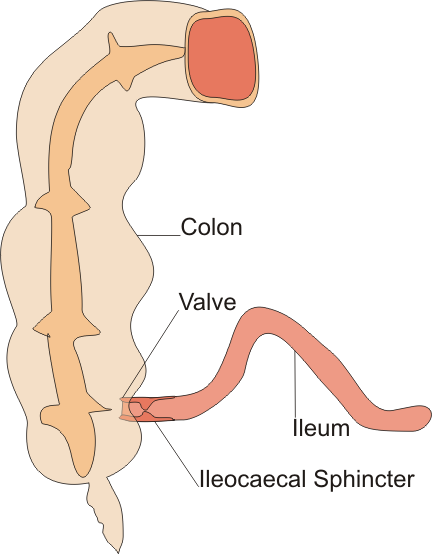
회맹판과 괄약근의 그림

괄약근(括約筋, 문화어: 오무림살)은 고리 모양으로 된 근육으로, 인체의 필요로 인해 소화 기관 등의 어떤 통로를 열고 닫는 것을 제어한다. 조임근이라고도 한다.
괄약근은 수많은 동물에게서 볼 수 있으며, 인간에게는 50개 이상의 괄약근이 있다. 이중 몇 개는 큰 구조를 가지고 있다. 일부는 현미경으로 봐야할 만큼 작은데 특히 수백만 개의 모세혈관전 괄약근이 그러하다.
괄약근은 죽음에 이르면 이완되며 유체가 흘러나올 가능성이 있다.

## 기능
괄약근은 유체가 들어가고 나가는 것을 중재하는데 효과적이다. 이를테면 수많은 바다 포유동물의 분수공을 들 수 있다.
일상 생활에서 대부분의 괄약근은 소화와 시각에 주로 쓰인다. 예를 들어 후두(목구멍)은 음식을 삼킬 때 기도를 막아 음식물이나 액체가 허파로 넘어가는 것을 막는다.

## 분류
- 외괄약근(수의)은 몸신경계통에 의해 공급된다.
- 내괄약근(불수의)은 자율신경계통에 의해 자극을 받는다.

## 예
- 아이리스 괄약근: 눈의 홍채에 속해 있다.
- 눈둘레근: 눈 주변 근육
- 상부식도괄약근
- 분문: 위와 식도를 잇는 개구부
- 유문: 위 아래 끝쪽
- 회맹판
- 팽대부 괄약근
- 요도 괄약근: 몸으로부터 소변이 빠져나가는 것을 제어하는 괄약근.
- 항문: 몸으로부터 대변이 빠져나가는 것을 제어하는 두 개의 괄약근이 있다. (내항문괄약근, 외항문괄약근) 내항문괄약근은 불수의근이며 외항문괄약근은 수의근이다.
- 전모세관 괄약근: 국부 물질대사 활동에 반응하여 모세관을 흐르는 혈액의 흐름을 조절[1]

## 참조
1. 1 2  Vander, Arthur; Sherman, James; & Luciano, Dorothy (1994). 《Human Physiology: The Mechanism of Body Function (Sixth Edition, International Edition)》. McGraw Hill, Inc. 437–440쪽. ISBN 0-07-113761-0.
2. ↑  http://www.medscape.com/viewarticle/716463_5